# Джонсон, Кайан
Ка́йан Джо́нсон (англ. Kajan Johnson; род. 21 апреля 1984, Бернс-Лейк) — канадский боец смешанного стиля, представитель лёгкой весовой категории. Выступает на профессиональном уровне начиная с 2002 года, известен по участию в турнирах бойцовских организаций UFC, KOTC, MFC и др. Участник бойцовского реалити-шоу The Ultimate Fighter.

## Биография
Кайан Джонсон родился 21 апреля 1984 года в поселении Бернс-Лейк провинции Британская Колумбия. Проходил подготовку в одном из крупнейших канадских залов Tristar Gym. Практиковал бразильское джиу-джитсу, удостоившись в этой дисциплине коричневого пояса.

### Начало профессиональной карьеры
Дебютировал в смешанных единоборствах на профессиональном уровне в феврале 2002 года. С переменным успехом дрался в небольших канадских промоушенах, чередуя победы с поражениями. Провёл поединок в США против достаточно известного в будущем американского бойца Джоша Томсона, но проиграл ему сдачей во втором раунде.
В 2003 году провёл два поединка в крупной канадской организации Maximum Fighting Championship, одержал здесь одну победу и потерпел одно поражение.
Начиная с 2006 года выступал в канадской версии промоушена King of the Cage, претендовал на титул чемпиона в лёгкой весовой категории, однако проиграл чемпионский бой своему соотечественнику и тренировочному партнёру Рори Макдональду.
В период 2008—2009 годов завоевал и защитил титул чемпиона небольшого промоушена XMMA, после чего вернулся в MFC, где выиграл два поединка из трёх, в том числе единогласным решением судей взял верх над Райаном Хили.

### The Ultimate Fighter
После почти трёхлетнего перерыва в конце 2013 года Кайан Джонсон попал в число участников популярного бойцовского реалити-шоу The Ultimate Fighter — в данном сезоне команда канадских бойцов во главе с Патриком Коте противостояла австралийской команде Кайла Ноука.
Уже в первом эпизоде шоу, несмотря на полученную травму, Джонсон с помощью удушающего приёма сзади заставил сдаться австралийца Брендана О’Райли, принеся Канаде первую победу. Тем не менее, на стадии полуфиналов во время десятого эпизода был нокаутирован соотечественником Чедом Лапризом, причём получил в этом бою перелом челюсти.

### Ultimate Fighting Championship
Несмотря на проигрыш в полуфинале TUF, Джонсон получил возможность подписать контракт с крупнейшей бойцовской организацией мира Ultimate Fighting Championship. Дебютировал в октагоне UFC в июне 2014 года — был нокаутирован во втором раунде корейским бойцом Пан Тхэ Хёном, но заработал при этом бонус за лучший бой вечера.
В 2015 году единогласными судейскими решениями выиграл у китайца Чжана Липэна и японца Наоюки Котани.
Вернувшись после двухлетнего перерыва, в сентябре 2017 года вышел в клетку против бразильца Адриану Мартинса и нокаутировал его на 49 секунде третьего раунда .
На март 2018 года планировался бой против россиянина Рустама Хабилова, но тот вынужден был сняться с турнира из-за травмы, и его заменили шотландцем Стиви Рэем. В итоге Джонсон выиграл у него раздельным решением судей.

## Статистика в профессиональном ММА
| Боёв 38  | Побед 23 | Поражений 14 |
| -------- | -------- | ------------ |
| Нокаутом | 5        | 5            |
| Сдачей   | 11       | 4            |
| Решением | 7        | 5            |
| Ничьи    | 1        | 1            |

| Результат | Рекорд  | Соперник           | Способ                       | Турнир                                     | Дата             | Раунд | Время | Место                | Примечание                                            |
| --------- | ------- | ------------------ | ---------------------------- | ------------------------------------------ | ---------------- | ----- | ----- | -------------------- | ----------------------------------------------------- |
| Поражение | 23-14-1 | Рустам Хабилов     | Раздельное решение           | UFC Fight Night: Hunt vs. Oleinik          | 15 сентября 2018 | 3     | 5:00  | Москва, Россия       |                                                       |
| Поражение | 23-13-1 | Ислам Махачев      | Сдача (рычаг локтя)          | UFC on Fox: Alvarez vs. Poirier 2          | 28 июля 2018     | 1     | 4:43  | Калгари, Канада      |                                                       |
| Победа    | 23-12-1 | Стиви Рэй          | Раздельное решение           | UFC Fight Night: Werdum vs. Volkov         | 17 марта 2018    | 3     | 5:00  | Лондон, Англия       |                                                       |
| Победа    | 22-12-1 | Адриану Мартинс    | KO (удар рукой)              | UFC 215                                    | 9 сентября 2017  | 3     | 0:49  | Эдмонтон, Канада     |                                                       |
| Победа    | 21-12-1 | Наоюки Котани      | Единогласное решение         | UFC Fight Night: Barnett vs. Nelson        | 27 сентября 2015 | 3     | 5:00  | Сайтама, Япония      |                                                       |
| Победа    | 20-12-1 | Чжан Липэн         | Единогласное решение         | UFC Fight Night: Edgar vs. Faber           | 16 мая 2015      | 3     | 5:00  | Пасай, Филиппины     |                                                       |
| Поражение | 19-12-1 | Пан Тхэ Хён        | KO (удар рукой)              | UFC 174                                    | 14 июня 2014     | 3     | 2:01  | Ванкувер, Канада     | Бой вечера.                                           |
| Победа    | 19-11-1 | Ричи Уитсон        | Сдача (удушение сзади)       | MFC 31: Rundown                            | 7 октября 2011   | 1     | 3:52  | Эдмонтон, Канада     |                                                       |
| Победа    | 18-11-1 | Райан Хили         | Единогласное решение         | MFC 27: Breaking Point                     | 12 ноября 2010   | 3     | 5:00  | Эноч, Канада         | Бой в промежуточном весе 71,7 кг; Хили не сделал вес. |
| Поражение | 17-11-1 | Райан Машан        | Сдача (удушение сзади)       | MFC 23: Unstoppable                        | 4 декабря 2009   | 1     | 3:30  | Эноч, Канада         |                                                       |
| Победа    | 17-10-1 | Джош Расселл       | TKO (остановлен врачом)      | Heat XC 4: Hysteria                        | 6 ноября 2009    | 2     | 5:00  | Эноч, Канада         |                                                       |
| Победа    | 16-10-1 | Стив Клаво         | Сдача (рычаг локтя)          | XMMA 7: Inferno                            | 27 февраля 2009  | 2     | 3:02  | Монреаль, Канада     | Защитил титул чемпиона XMMA в лёгком весе.            |
| Победа    | 15-10-1 | Самуэль Гилле      | Сдача (рычаг локтя)          | XMMA 6: House of Pain                      | 8 ноября 2008    | 1     | 0:52  | Монреаль, Канада     | Выиграл титул чемпиона XMMA в лёгком весе.            |
| Победа    | 14-10-1 | Зак Лайт           | KO (удары руками)            | EFC 6: Home Coming                         | 11 октября 2008  | 1     | 2:47  | Принс-Джордж, Канада |                                                       |
| Победа    | 13-10-1 | Дуглас Эванс       | Сдача (удушение сзади)       | Raw Combat: Resurrection                   | 20 июня 2008     | 2     | 0:57  | Калгари, Канада      |                                                       |
| Ничья     | 12-10-1 | Стив Клаво         | Решение большинства          | XMMA 4                                     | 17 мая 2008      | 3     | 5:00  | Сагеней, Канада      |                                                       |
| Поражение | 12-10   | Рори Макдональд    | TKO (удары руками)           | KOTC Canada: Avalanche                     | 15 декабря 2007  | 3     | 1:48  | Монктон, Канада      | Бой за титул чемпиона Канады KOTC в лёгком весе.      |
| Победа    | 12-9    | Дейв Паризо        | Сдача (удушение сзади)       | EFC 5: Revolution                          | 3 ноября 2007    | 1     | 2:04  | Принс-Джордж, Канада |                                                       |
| Победа    | 11-9    | Джейсон Сен-Луи    | Сдача (удары руками)         | KOTC Canada: Megiddo                       | 28 апреля 2007   | 1     | 2:54  | Вернон, Канада       |                                                       |
| Победа    | 10-9    | Роберт Хугус       | Сдача (рычаг локтя)          | KOTC Canada: Detonator                     | 29 сентября 2006 | 1     | 4:29  | Калгари, Канада      |                                                       |
| Победа    | 9-9     | Тодд Стин          | Сдача (удушение сзади)       | Canada: Anarchy                            | 11 февраля 2006  | 1     | 3:58  | Принс-Джордж, Канада |                                                       |
| Победа    | 8-9     | Горд Каммингз      | TKO (удары руками)           | Extreme Fighting Challenge 4               | 15 октября 2005  | 1     | 4:06  | Принс-Джордж, Канада |                                                       |
| Поражение | 7-9     | Джесси Бонгфелдт   | TKO (остановлен секундантом) | Rites of Passage 2                         | 12 февраля 2005  | 3     | :10   | Летбридж, Канада     |                                                       |
| Победа    | 7-8     | Роджер Алвес       | Раздельное решение           | Extreme Fighting Challenge 3               | 16 октября 2004  | 3     | 5:00  | Принс-Джордж, Канада |                                                       |
| Поражение | 6-8     | Стефан Дубе        | KO (ногой с разворота)       | TKO 15: Unstoppable                        | 28 февраля 2004  | 1     | 4:06  | Монреаль, Канада     |                                                       |
| Поражение | 6-7     | Тьерри Кенневиль   | Раздельное решение           | TKO 14: Road Warriors                      | 29 ноября 2003   | 2     | 5:00  | Викториавилл, Канада |                                                       |
| Победа    | 6-6     | Джейми Ренне       | Сдача (треугольник)          | Western Freestyle Championships            | 12 октября 2003  | 1     | N/A   | Вернон, Канада       |                                                       |
| Поражение | 5-6     | Майк Адамс         | Единогласное решение         | WFF 5: New Blood                           | 28 июня 2003     | 2     | 5:00  | Келоуна, Канада      |                                                       |
| Победа    | 5-5     | Джереми Уиттингем  | Единогласное решение         | MFC 7: Undisputed                          | 31 мая 2003      | 2     | 5:00  | Слейв-Лейк, Канада   |                                                       |
| Поражение | 4-5     | Чед Хамзех         | TKO (удары руками)           | MFC 6: Road To Gold                        | 22 февраля 2003  | N/A   | N/A   | Летбридж, Канада     |                                                       |
| Победа    | 4-4     | Крис Аде           | Раздельное решение           | XFC: Combat Showdown                       | 23 ноября 2002   | 2     | 5:00  | Калгари, Канада      |                                                       |
| Поражение | 3-4     | Джастин Ливингстон | Решение большинства          | World Freestyle Fighting 3                 | 25 октября 2002  | 2     | 5:00  | Ванкувер, Канада     |                                                       |
| Поражение | 3-3     | Лен Смит           | Единогласное решение         | Roadhouse Rumble 6                         | 5 октября 2002   | 2     | 5:00  | Летбридж, Канада     |                                                       |
| Поражение | 3-2     | Джош Томсон        | Сдача (удары локтями)        | North American Sport Fighting Invitational | 7 сентября 2002  | 2     | 4:56  | Бойсе, США           |                                                       |
| Победа    | 3-1     | Аарон Крафчик      | Сдача (удары руками)         | Border Town Brawl                          | 27 июля 2002     | 1     | N/A   | Ллойдминстер, Канада |                                                       |
| Победа    | 2-1     | Педро Альбукерке   | Сдача (истощение)            | Extreme Fighting Challenge 1               | 2 июня 2002      | N/A   | N/A   | Принс-Джордж, Канада |                                                       |
| Поражение | 1-1     | Джастин Джонс      | Сдача (удары руками)         | Ultimate Ring Challenge 2                  | 27 апреля 2002   | 2     | N/A   | Олимпия, США         |                                                       |
| Победа    | 1-0     | Эрик Харви         | Сдача (удары руками)         | Roadhouse Rumble 5                         | 23 февраля 2002  | N/A   | N/A   | Летбридж, Канада     |                                                       |